# Паскветен
Паскветен (*Pascweten бл. 800 —876) — претендент на трон Бретані у 874—876 роках.

## Життєпис
Син Рідореда, графа Ванна, та онук короля Еріспое. Був впливовим аристократом при дворі короля Еріспое. Володів величезними володіннями та соляними копальнями, що робило його найбагатшим графом Бретані. Вперше згадується у документах 862 року.
867 року одружився з донькою спадкоємця Саломона. У 867—868 роках очолював бретонську делегацію до Компьєна, де вів перемовини з королем Карлом II Лисим. Потім приніс васальну присягу останньому. У 871—873 роках брав участь у походах проти норманів.
У 874 році був одним з очільників змови проти короля Саломона, якого було схоплено й передано франкам, які вбили Саломона. Після цього Паскветен як зять останнього оголосив себе королем Бретані. Втім свої претензії висунув Гурван, зять короля Еріспое.
Паскветен так й не зміг повністю захопити усе королівство, померши у 876 році. Можливо його було отруєно або вбито норманами-союзниками. Справу боротьби за Бретань продовжив його брат Ален.